# Porquéricourt
Porquéricourt – miejscowość i gmina we Francji, w regionie Hauts-de-France, w departamencie Oise.
Według danych na rok 1990 gminę zamieszkiwało 331 osób, a gęstość zaludnienia wynosiła 88 osób/km² (wśród 2293 gmin Pikardii Porquéricourt plasuje się na 669. miejscu pod względem liczby ludności, natomiast pod względem powierzchni na miejscu 989.).